# Маркиз Дуглас
Маркиз Дуглас (англ. Marquess of Douglas) — наследственный дворянский титул в системе пэрства Шотландии, созданный в 1633 году. В настоящее время он входит в титулатуру герцогов Гамильтон, используясь первым наследником в качестве титула учтивости в форме «Маркиз Дуглас и Клайдсдейл» (англ. Marquess of Douglas and Clydesdale).

## История
Титул был создан в системе пэрства Шотландии королём Англии и Шотландии Карлом I 14 июня 1633 года для Уильяма Дугласа, 11-го графа Ангуса. Одновременно для него в пэрстве Шотландии был воссоздан титул графа Ангуса и создан титул лорда Абернети и Джедбург-Форест. Его правнук, Арчибальд Дуглас, 3-й маркиз Дуглас, в 1703 году получил титулы герцога Дугласа и виконта Джедбург-Фореста. Но, поскольку он умер в 1761 году, не оставив наследников, оба эти титула угасли. Остальные же титулы, включая титул маркиза Дугласа, унаследовал его ближайший родственник по мужской линии — Джеймс Гамильтон, 7-й герцог Гамильтон, праправнук Уильяма Дугласа-Гамильтона, графа Селкирка и герцога Гамильтона, одного из младших сыновей 1-го маркиза Дугласа. С этого момента он вошёл в титулатуру герцогов Гамильтон, используясь первым наследником в качестве титула учтивости.

## Маркизы Дуглас
- 1633—1660: Уильям Дуглас (1589 — 19 февраля 1660), 11-й граф Ангус с 1611 года, 1-й маркиз Дуглас, 1-й граф Ангус и 1-й лорд Абернети и Джедбург-Форест с 1633 года[1][3].
- 1660—1700: Джеймс Дуглас (около 1646 — 25 февраля 1700), 2-й маркиз Дуглас, 2-й граф Ангус и 2-й лорд Абернети и Джедбург-Форест с 1660 года, внук предыдущего[4][5].
- 1700—1761: Арчибальд Дуглас (июль/сентябрь 1694 — 21 июля 1761), 3-й маркиз Дуглас, 3-й граф Ангус и 3-й лорд Абернети и Джедбург-Форест с 1700 года, 1-й герцог Дуглас и 1-й виконт Джедбург-Форест с 1703 года сын предыдущего[2][6].
- 1761—1769: Джеймс Джордж Гамильтон (18 февраля 1755 — 7 июля 1769), 7-й герцог Гамильтон, 4-й герцог Брендон, 7-й маркиз Клайдсдейл, 7-й граф Арран и Кембридж, 6-й граф Ланарк, 4-й барон Даттон, 7-й лорд Авен и Иннердейл и 4-й лорд Мачансир и Полмонт с 1758 года, 4-й маркиз Дуглас, 4-й граф Ангус и 4-й лорд Абернети и Джедбург-Форест с 1761 года, праправнук Уильяма Дугласа-Гамильтона, графа Селкирка и герцога Гамильтона, одного из младших сыновей 1-го маркиза Дугласа[7].
- 1769—1799: Дуглас Гамильтон (24 июля 1756 — 2 августа 1799), 8-й герцог Гамильтон, 5-й герцог Брендон, 8-й маркиз Клайдсдейл, 5-й маркиз Дуглас, 8-й граф Арран и Кембридж, 7-й граф Ланарк, 5-й граф Ангус, 5-й барон Даттон, 8-й лорд Авен и Иннердейл, 5-й лорд Мачансир и Полмонт и 5-й лорд Абернети и Джедбург-Форест с 1761 года, 2-й барон Гамильтон из Гамельдона с 1790 года, брат предыдущего[8].
- 1799—1819: Арчибальд Гамильтон (15 июля 1740 — 16 февраля 1819), 9-й герцог Гамильтон, 6-й герцог Брендон, 9-й маркиз Клайдсдейл, 6-й маркиз Дуглас, 9-й граф Арран и Кембридж, 8-й граф Ланарк, 6-й граф Ангус, 6-й барон Даттон, 9-й лорд Авен и Иннердейл, 6-й лорд Мачансир и Полмонт и 6-й лорд Абернети и Джедбург-Форест с 1799 года, дядя предыдущего[9].
- 1819—1852: Александр Гамильтон (3 октября 1767 — 18 августа 1852), 10-й герцог Гамильтон, 7-й герцог Брендон, 10-й маркиз Клайдсдейл, 7-й маркиз Дуглас, 10-й граф Арран и Кембридж, 9-й граф Ланарк, 7-й граф Ангус, 7-й барон Даттон, 10-й лорд Авен и Иннердейл, 7-й лорд Мачансир и Полмонт и 7-й лорд Абернети и Джедбург-Форест с 1819 года, сын предыдущего[10].
- 1852—1863: Уильям Александр Энтони Арчибальд Гамильтон (19 февраля 1811 — 8 июля 1863), 11-й герцог Гамильтон, 8-й герцог Брендон, 11-й маркиз Клайдсдейл, 8-й маркиз Дуглас, 11-й граф Арран и Кембридж, 10-й граф Ланарк, 8-й граф Ангус, 8-й барон Даттон, 11-й лорд Авен и Иннердейл, 8-й лорд Мачансир и Полмонт и 8-й лорд Абернети и Джедбург-Форест с 1852 года, сын предыдущего[11].
- 1863—1895: Уильям Александр Луис Стефан Дуглас-Гамильтон (12 марта 1845 — 16 мая 1895), 12-й герцог Гамильтон, 9-й герцог Брендон, 12-й маркиз Клайдсдейл, 9-й маркиз Дуглас, 12-й граф Арран и Кембридж, 11-й граф Ланарк, 9-й граф Ангус, 9-й барон Даттон, 12-й лорд Авен и Иннердейл, 9-й лорд Мачансир и Полмонт и 9-й лорд Абернети и Джедбург-Форест с 1863 года, 8-й граф Селкирк и 8-й лорд Даер и Шортклеуч с 1886 года, сын предыдущего[12].
- 1895—1940: Альфред Дуглас Дуглас-Гамильтон (6 марта 1862 — 16 марта 1940), 13-й герцог Гамильтон, 10-й герцог Брендон, 13-й маркиз Клайдсдейл, 10-й маркиз Дуглас, 13-й граф Арран и Кембридж, 12-й граф Ланарк, 10-й граф Ангус, 9-й граф Селкирк, 10-й барон Даттон, 13-й лорд Авен и Иннердейл, 10-й лорд Мачансир и Полмонт, 10-й лорд Абернети и Джедбург-Форест и 9-й лорд Даер и Шортклеуч с 1895 года, потомок лорда Энна Гамильтона[англ.] — одного из младших сыновей Джеймса Гамильтона, 4-го герцога Гамильтона[13].
- 1940—1973: Дуглас Дуглас-Гамильтон (3 февраля 1903 — 30 марта 1973), 14-й герцог Гамильтон, 11-й герцог Брендон, 14-й маркиз Клайдсдейл, 11-й маркиз Дуглас, 14-й граф Арран и Кембридж, 13-й граф Ланарк, 11-й граф Ангус, 10-й граф Селкирк, 11-й барон Даттон, 14-й лорд Авен и Иннердейл, 11-й лорд Мачансир и Полмонт, 11-й лорд Абернети и Джедбург-Форест и 10-й лорд Даер и Шортклеуч с 1940 года, сын предыдущего[14].
- 1973—2010: Ангус Алан Дуглас-Гамильтон (13 сентября 1938 — 5 июля 2010), 15-й герцог Гамильтон, 12-й герцог Брендон, 15-й маркиз Клайдсдейл, 12-й маркиз Дуглас, 15-й граф Арран и Кембридж, 14-й граф Ланарк, 12-й граф Ангус, 11-й граф Селкирк, 12-й барон Даттон, 15-й лорд Авен и Иннердейл, 12-й лорд Мачансир и Полмонт, 12-й лорд Абернети и Джедбург-Форест и 11-й лорд Даер и Шортклеуч с 1973 года, сын предыдущего[15].
- 2010—н. в.: Александр Дуглас Дуглас-Гамильтон (родился 31 марта 1978), 16-й герцог Гамильтон, 13-й герцог Брендон, 16-й маркиз Клайдсдейл, 13-й маркиз Дуглас, 16-й граф Арран и Кембридж, 15-й граф Ланарк, 13-й граф Ангус, 12-й граф Селкирк, 13-й барон Даттон, 16-й лорд Авен и Иннердейл, 13-й лорд Мачансир и Полмонт, 13-й лорд Абернети и Джедбург-Форест и 12-й лорд Даер и Шортклеуч с 2010 года, сын предыдущего[16].
  - Дуглас Чарльз Дуглас-Гамильтон  (родился 9 июля 2012 года), маркиз Дуглас и Клайдсдейл[17].